# Constante délienne
La constante délienne, ou constante de Délos est une constante mathématique rencontrée dans le problème de la duplication du cube. Elle représente le rapport entre le côté d'un cube et le côté du cube ayant un volume double, et vaut racine cubique de deux, soit {\displaystyle {\sqrt[{3}]{2}}=2^{1/3}}, de valeur approchée {\displaystyle 1,260} ; la fraction {\displaystyle 29/23} l'approche par excès à {\displaystyle 10^{-3}} près.

## Historique
Cette constante est connue depuis l'Antiquité et doit son nom à la légende qui a donné lieu au problème de la duplication du cube, aussi appelé problème de Délos : les habitants de la ville de Délos ayant été frappés par une épidémie, ils ont demandé à l'oracle de Delphes comment la faire cesser, lequel a demandé la construction d'un autel de volume double de celui existant dans la ville. Le problème de la duplication du cube se réduit donc à la construction (au moyen d'une règle (non graduée) et d'un compas) du nombre racine cubique de deux.
Plusieurs mathématiciens de l'Antiquité ont trouvé des solutions pour dupliquer le cube, mais aucun avec seulement la règle et le compas, laissant le problème sans solution pendant près de deux mille ans, jusqu'à ce que l'impossibilité d'une telle construction soit prouvée par Pierre-Laurent Wantzel en 1837.

## Propriétés

### Développement décimal
Le début du développement décimal de {\displaystyle {\sqrt[{3}]{2}}} est {\displaystyle 1,25992104989\cdots }, suite A002580 de l'OEIS.
Ce développement est non périodique, {\displaystyle {\sqrt[{3}]{2}}} étant irrationnel, comme toute racine cubique d'un entier qui n'est pas un cube parfait.
Une démonstration possible de l’irrationalité consiste à supposer que {\displaystyle {\sqrt[{3}]{2}}={\frac {a}{b}}} où {\displaystyle {\frac {a}{b}}} est une fraction irréductible ; on en déduit que {\displaystyle {\frac {2}{1}}={\frac {a^{3}}{b^{3}}}} où la fraction {\displaystyle {\frac {a^{3}}{b^{3}}}} est elle aussi irréductible. D'après l'unicité de l'écriture d'un rationnel sous forme irréductible, on en déduit que {\displaystyle a^{3}=2} ce qui est absurde.
On conjecture que, comme tout irrationnel algébrique, {\displaystyle {\sqrt[{3}]{2}}} est un nombre normal, à savoir que toute suite finie de décimales consécutives (ou séquence) apparaît avec la même fréquence limite que toute séquence de même longueur.

### Développement en fraction continue
Le début du développement en fraction continue simple est : {\displaystyle [1,3,1,5,1,1,4,1,1,8,1,\cdots ]}, suite A002945 de l'OEIS.
Ce développement est également non périodique, {\displaystyle {\sqrt[{3}]{2}}} n'étant pas un irrationnel quadratique.
Les réduites successives sont {\displaystyle {\frac {4}{3}},{\frac {5}{4}},{\frac {29}{23}},{\frac {34}{27}},\cdots } dont les numérateurs forment la suite A002352 de l'OEIS et les dénominateurs la suite A002351 de l'OEIS.

### Méthode de Newton
La méthode de Newton pour approcher {\displaystyle {\sqrt[{3}]{2}}} à partir de la fonction {\displaystyle f(x)=x^{3}-2} consiste à poser {\displaystyle u_{0}=a>0,u_{n+1}=u_{n}-{\frac {f(u_{n})}{f'(u_{n})}}={\frac {2}{3}}\left(u_{n}+{\frac {1}{u_{n}^{2}}}\right)}, donnant une suite décroissant a vitesse quadratique vers {\displaystyle {\sqrt[{3}]{2}}}  à partir du deuxième terme. 
Pour {\displaystyle a=1}, les termes successifs sont : {\displaystyle 1,{\frac {4}{3}},{\frac {91}{72}},{\frac {1126819}{894348}},\cdots } ; les numérateurs forment la suite A248041 de l'OEIS et les dénominateurs la suite A248042 de l'OEIS.

### Méthode de Halley
La méthode de Halley pour approcher {\displaystyle {\sqrt[{3}]{2}}} à partir de la fonction {\displaystyle f(x)=x^{3}-2} consiste à poser {\displaystyle u_{0}=a>0,u_{n+1}=u_{n}-{\frac {2f(u_{n})f'(u_{n})}{2{(f'(u_{n}))}^{2}-f(u_{n})f''(u_{n})}}={\frac {u_{n}(4+u_{n}^{3})}{2(1+u_{n}^{3})}}}. 
Pour {\displaystyle a=1}, les termes successifs sont : {\displaystyle 1,{\frac {5}{4}},{\frac {635}{504}},{\frac {487771523185}{387144514512}},\cdots } ; les numérateurs forment la suite A253690 de l'OEIS et les dénominateurs la suite A253904 de l'OEIS.

### Autres propriétés
{\displaystyle {\sqrt[{3}]{2}}} n'est pas constructible à la règle et au compas d'après le théorème de Wantzel, contrairement à {\displaystyle {\sqrt {2}}}.
{\displaystyle {\sqrt[{3}]{2}}} est par contre constructible par origami.
{\displaystyle {\sqrt[{3}]{2}}} est égal au radical imbriqué infini {\displaystyle {\sqrt {2/{\sqrt {2/{\sqrt {2/\cdots }}}}}}}.
{\displaystyle {\sqrt[{3}]{2}}} est égal au produit infini {\displaystyle \prod _{n=0}^{\infty }\left(1+{\frac {(-1)^{n}}{3n+2}}\right)=\prod _{n=0}^{\infty }\left(1+{\frac {2}{(6n+2)(6n+5))}}\right)}, qui se généralise en {\displaystyle {\sqrt[{k}]{2}}=\prod _{n=0}^{\infty }\left(1+{\frac {(-1)^{n}}{kn+k-1}}\right)=\prod _{n=0}^{\infty }\left(1+{\frac {k-1}{(2kn+k-1)(2kn+2k-1))}}\right)}.

## Problèmes de doublement de volume

Le cube de droite a un volume double de celui de gauche.

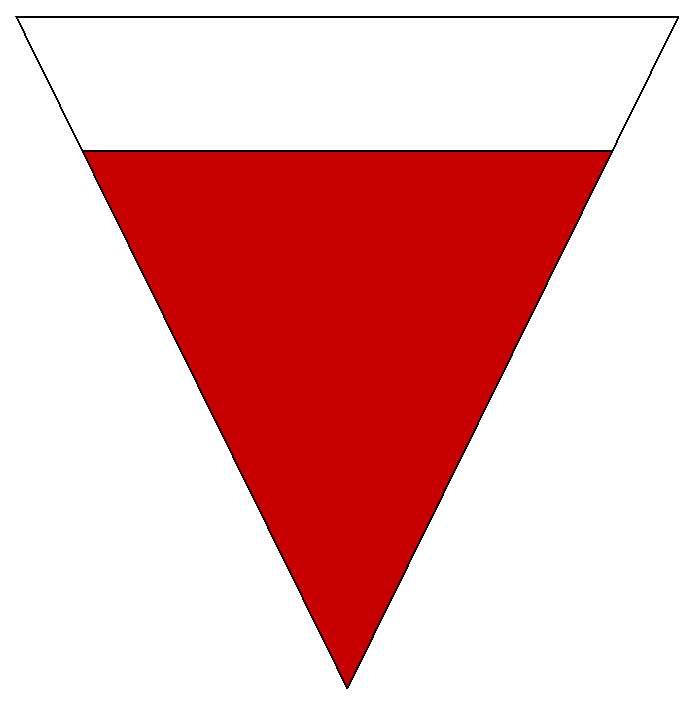
Verre conique à moitié plein.

Pour obtenir un objet semblable à un objet à trois dimensions et ayant un volume double, il faut multiplier ses dimensions par {\displaystyle {\sqrt[{3}]{2}}\approx 1,26} ; concrètement pour obtenir {\displaystyle 100\%} de volume en plus, il faut ajouter à chaque dimension seulement {\displaystyle 26\%} de cette dimension.
Inversement, pour obtenir un objet semblable à un objet à trois dimensions et ayant un volume moitié, il faut multiplier ses dimensions par {\displaystyle 1/{\sqrt[{3}]{2}}\approx 0,80} ; concrètement pour obtenir {\displaystyle 50\%} du volume, il faut pendre seulement {\displaystyle 80\%} des dimensions.
Par exemple, un verre conique rempli à {\displaystyle 80\%} de sa hauteur possède un volume de liquide seulement moité de celui du verre plein.